# Holger Daemgen
Holger Daemgen (* 21. April 1969 in Schwäbisch Gmünd) ist ein deutscher Schauspieler.

## Leben und Karriere
Holger Daemgen erhielt seine Schauspielausbildung von 1991 bis 1994 an der Hochschule für Musik und darstellende Kunst Mozarteum in Salzburg. Es folgte ein festes Engagement von 1994 bis 1999 am Schlosspark Theater in Berlin.
Einem breiteren Publikum bekannt wurde er in der Rolle des Dr. Achim Kreutzer in der ARD-Serie In aller Freundschaft (1999–2001) sowie auch als Oberstaatsanwalt Dr. Helmut Wetzel in der ZDF-Serie Die Garmisch-Cops (2012–2014). Daemgen spielte in zahlreichen Film-und-Fernsehproduktionen, darunter Stauffenberg, Tatort, Polizeiruf 110, Der Kriminalist und Babylon Berlin. Zudem war er in internationalen Produktionen zu sehen, darunter Anne Frank – The Whole Story (Regie: Robert Dornhelm), Die Kinder von Paris (Regie: Roselyne Bosch), Versailles (Regie: Christoph Schrewe), sowie Pius XII und Un Sac de Billes (beide Regie: Christian Duguay). Er arbeitete dabei mit den Regisseuren wie Jo Baier, Bodo Fürneisen, Dror Zahavi, André Erkau, Filippos Tsitos, Andreas Herzog, Achim von Borries oder Hendrik Handloegten zusammen.

### Privates
Holger Daemgen lebt in Berlin. Er hat eine Tochter (* 2002), die aus einer fünfjährigen Beziehung mit seiner Schauspielkollegin Ina Rudolph hervorging.

## Filmografie (Auswahl)
- 1995: Derrick (Fernsehserie, 1 Folge)
- 1996: Hallo, Onkel Doc! (Fernsehserie, 1 Folge)
- 1996: Atemlos durch die Nacht
- 1998: Für alle Fälle Stefanie (Fernsehserie, 1 Folge)
- 1999–2001, 2014, 2018, 2019, 2023, 2024: In aller Freundschaft (Fernsehserie)
- 2000: Tatort: Mauer des Schweigens
- 2001: Anne Frank
- 2003–2016: Alarm für Cobra 11 – Die Autobahnpolizei (Fernsehserie, 2 Folgen, verschiedene Rollen)
- 2003: Ein Vater für Klette
- 2004: Stauffenberg
- 2004: Der Job seines Lebens 2 – Wieder im Amt
- 2005: Nikola (Fernsehserie, 1 Folge)
- 2007: Inga Lindström: Die Pferde von Katarinaberg
- 2007–2020: Notruf Hafenkante (Fernsehserie, 4 Folgen, verschiedene Rollen)
- 2008: Wenn wir uns begegnen
- 2008: Schloss Einstein (Fernsehserie, 4 Folgen)
- 2008: Wege zum Glück (Fernsehserie)
- 2008–2016: SOKO Wismar (Fernsehserie, 2 Folgen, verschiedene Rollen)
- 2008–2022: SOKO Leipzig (Fernsehserie, 4 Folgen, verschiedene Rollen)
- 2009: Tatort: Tödlicher Einsatz
- 2009–2019: Die Rosenheim-Cops (Fernsehserie, 4 Folgen, verschiedene Rollen)
- 2009: Tierärztin Dr. Mertens (Fernsehserie, 1 Folge)
- 2009: Unser Charly (Fernsehserie, 2 Folgen)
- 2010: Die Kinder von Paris (La rafle)
- 2010: Pius XII.
- 2010: Polizeiruf 110 – Blutiges Geld
- 2011: Familie macht glücklich
- 2012–2014: Die Garmisch-Cops (Fernsehserie, 22 Folgen)
- 2012–2023: Großstadtrevier (Fernsehserie, 2 Folgen, verschiedene Rollen)
- 2013: Bloch: Das Labyrinth
- 2013–2020: SOKO Stuttgart (Fernsehserie, 2 Folgen, verschiedene Rollen)
- 2014: Tatort: Franziska
- 2014: Tatort: Wahre Liebe
- 2015: SOKO Wien (Fernsehserie, 1 Folge)
- 2015: Das goldene Ufer
- 2016: SOKO Köln (Fernsehserie, 1 Folge)
- 2017: Das Luther-Tribunal
- 2017: Ein Sack voll Murmeln
- 2017: Letzte Spur Berlin (Fernsehserie, 1 Folge)
- 2018: Tatort: Der Mann, der lügt
- 2018–2019: Babylon Berlin (Fernsehserie)
- 2019: Der Kriminalist (Fernsehserie, 1 Folge)
- 2019: Die Toten von Marnow
- 2019: Nachtschwestern (Fernsehserie, 1 Folge)
- 2020: Polizeiruf 110: Söhne Rostocks
- 2021: Zwei ist eine gute Zahl
- 2021: Der Geist im Glas
- 2022: Die Kanzlei (Fernsehserie, 2 Folgen)
- 2023: Inga Lindström: Hanna und das gute Leben
- 2023: Die Heiland – Wir sind Anwalt (Fernsehserie, 1 Folge)
- 2023: Polizeiruf 110: Nur Gespenster
- 2024: Praxis mit Meerblick – Geheimnisse